# Bahnhof Goes
Der Bahnhof Goes ist der Bahnhof der Stadt Goes in der Provinz Zeeland. Er liegt an der Zeeuwse Lijn (Seeland-Linie), die von Vlissingen über Roosendaal nach Amsterdam führt, und ist der wichtigste Bahnhof der Region Zuid-Beveland.
Der Bahnhof wurde 1868 eröffnet und 1982 modernisiert. Unter den Gleisen befindet sich ein Fußgängertunnel, der 2002 verlängert wurde und somit auch den südlichen Bahnhofsteil mit dem nördlichen verbindet. Er verfügt über fünf Gleise sowie einen Mittelbahnsteig, an dem jeweils halbstündlich pro Richtung ein Intercity nach Amsterdam bzw. Vlissingen  halten. Auf dem Vorplatz halten diverse Buslinien, die den Bahnhof mit dem Umland verbinden. Des Weiteren gibt es einen Taxistand sowie mehrere eine Fahrradstation.

## Streckenverbindungen
Im Jahresfahrplan 2022 halten folgende Linien am Bahnhof Goes:
| Zugtyp    | Linienverlauf | Frequenz |
| --------- | --- | --- |
| Intercity | Amsterdam Centraal – Amsterdam Sloterdijk – Haarlem – Leiden Centraal – Den Haag HS – Delft – Rotterdam Centraal – Dordrecht – Roosendaal – Goes – Vlissingen | halbstündlich (hält stündlich sowie abends und am Wochenende ganztägig an allen Bahnhöfen zwischen Bergen op Zoom und Vlissingen) |
| Sprinter  | Roosendaal – Bergen op Zoom – Goes – Middelburg – Vlissingen                                                                                                  | stündlich (fährt nicht abends und am Wochenende)                                                                                  |